# Escopeta de pilotes de goma
Una escopeta de pilotes de goma és una arma de foc de mà, classificada com a no letal, que fan servir alguns cossos d'agents antiavalots en tumults o disturbis per inhabilitar i dispersar la gent. Les bales utilitzades, anomenades bales o pilotes de goma, són boles de cautxú massís d'uns 5 cm de diàmetre, dissenyades per deformar-se quan impacten el blanc provocant un trauma superficial (eliminant així, pràcticament, el risc de penetració a la pell). Provoquen un efecte de dolor immediat, la intensitat i duració del qual depenen de diversos factors com la distància i el tipus de rebot. Tanmateix, com que es disparen a una velocitat de 120 m/s (430 km/h) quan impacten a determinades zones del cos poden provocar lesions greus, de caràcter irreversible i fins i tot letals.

## Especificacions i abast
L'arma consisteix en una escopeta amb un brocal de llançament adossat a la boca, pel qual s'introdueix la bala. El canó sol fer uns 60 cm. Es carrega amb cartutxos de pólvora. La Comissió Europea va recomanar la seva desaparició per a finals de 2012 i el seu ús està prohibit en països com Itàlia, Grècia, Noruega, Alemanya o Suïssa, però són usades regularment a França i Espanya —en aquest darrer estat són el projectil més emprat.
S'han atribuït a les bales de goma moltes lesions oculars, de la melsa i d'altres òrgans, i també morts.

## Usos, prohibicions i regulacions als Països Catalans

### Principat d'Andorra
Al Principat d'Andorra, el setembre de 2020 es va anunciar la creació d'un nou grup d'antiavalots de la Policia d'Andorra, definit com a grup de prevenció i manteniment de l’ordre format per vuit agents instruïts pel Cos Nacional de Policia espanyol. Pensat per a situacions d'aglomeracions ciutadanes o de protecció d'autoritats que visitin el país, no s'ha anunciat cap protocol respecte l'ús d'aquestes armes o llurs projectils.

### Catalunya

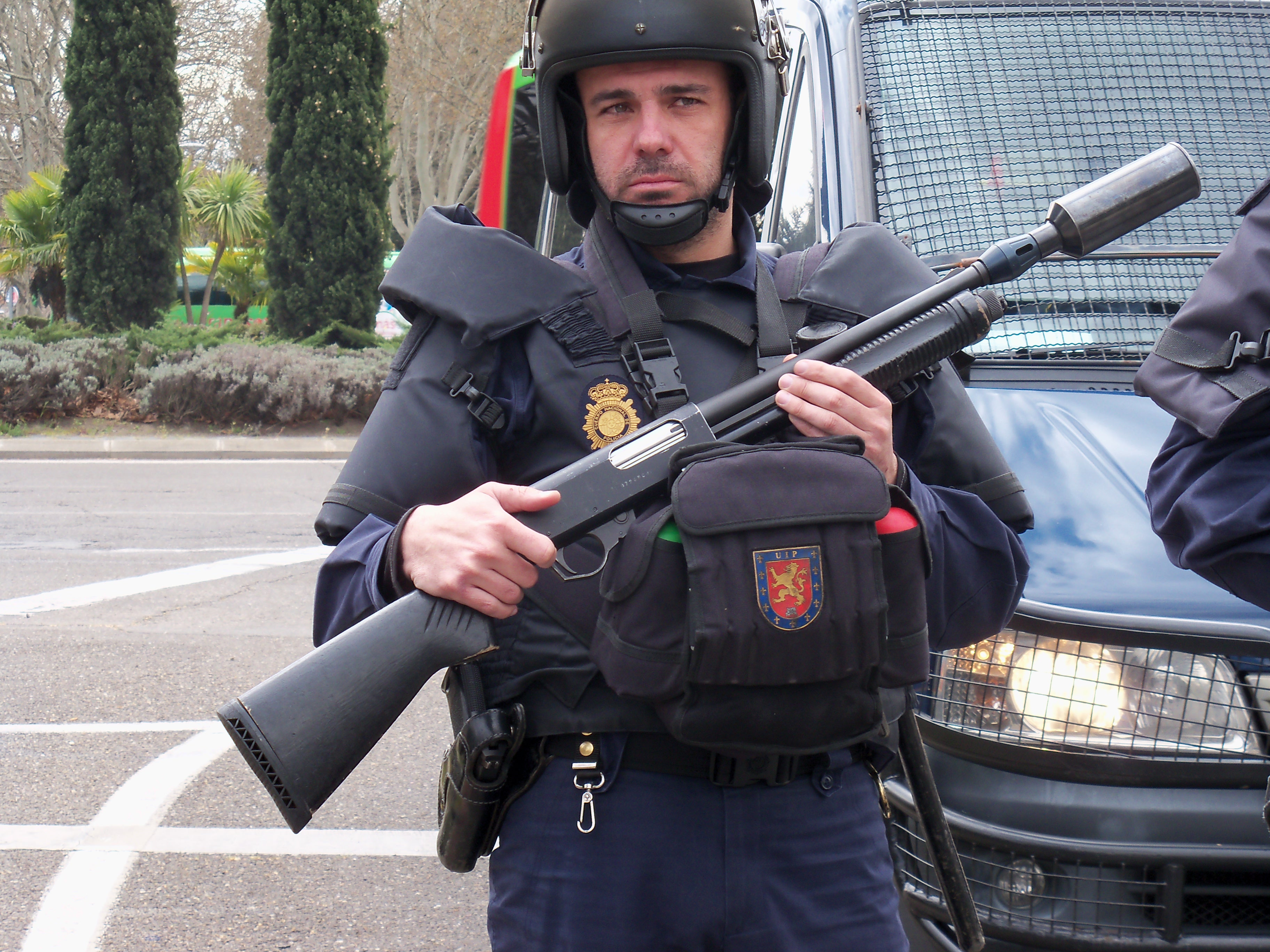
Escopeter de la UIP subjectant una escopeta de pilotes de goma

L'ús de les pilotes de goma a Catalunya per la dissolució de concentracions és regulat pel procediment normalitzat de treball (PNT) PNT 217/03/11 sobre actuacions policials en concentracions i manifestacions, aprovat el 2 de març del 2011, on s'especifica que les pilotes s'han de disparar a una distància mínima de 50 metres, i apuntant la projecció d'aquestes al terra uns deu metres lluny del grup a dissoldre.
A dues de les reflexions finals de la resolució relativa a l'ús de les bales de goma del 2011, el Síndic de Greuges de Catalunya apuntà que «les pilotes de goma són munició de tipus aleatori ja que quan es disparen no tenen una trajectòria certa. El vol és totalment arbitrari, imprevisible i, per tant, imprecís. En aquestes condicions és difícil controlar quin és l'impacte final i que per aquest motiu augmenti la probabilitat d'impacte contra qualsevol part del cos o fins i tot persones situades fora dels aldarulls». Afegí també que «existeix la possibilitat de llançar a menys distància i directament contra els violents en casos d'agressions contra els policies. En aquests supòsits, entre la tensió i l'acalorament del moment, es posa de manifest la dificultat per calcular la distància i amb el conseqüent risc que l'excepció es torni en norma».
A Catalunya, des del 1990 diverses persones han perdut un ull a causa de les pilotes de goma, que fan servir els Mossos d'Esquadra. Nogensmenys, fou a partir de la dècada de 2010 en què va començar a tractar-se com un tema recurrent i de debat social per tal de ser avaluat en seu parlamentària. El primer de maig del 2014 el cos de Mossos d'Esquadra va deixar d'emprar l'arma com a conseqüència d'un reglament del Parlament de Catalunya aprovat el 18 de desembre de 2013 arran de la forta polèmica generada pel cas Ester Quintana, que va perdre un ull durant la vaga general del 14 de novembre del 2012. D'ençà del 30 d'abril del 2014, estan prohibides a Catalunya únicament als Mossos d'Esquadra, tot i que sense rang d'il·legalitat. Les furgonetes de la unitat antiavalots dels Mossos d'Esquadra (la BRIMO), així com les de la unitat de suport, entre d'altres, en el control d'aldarulls (l'ARRO), no incorporen des de llavors aquest tipus de projectils, sinó bales d'escuma amb els llançagranades del model Brügger & Thomet GL-06, dels quals se'n van començar a adquirir unitats de prova d'ençà de 2011. Aquesta prohibició, però, no afecta els altres cossos de policia que hi puguin operar en ordre públic a Catalunya tot i no tenir-hi competència, com el de Policia espanyola —concretament la seva Unitat d'Intervenció Policial— o la Guàrdia Civil.

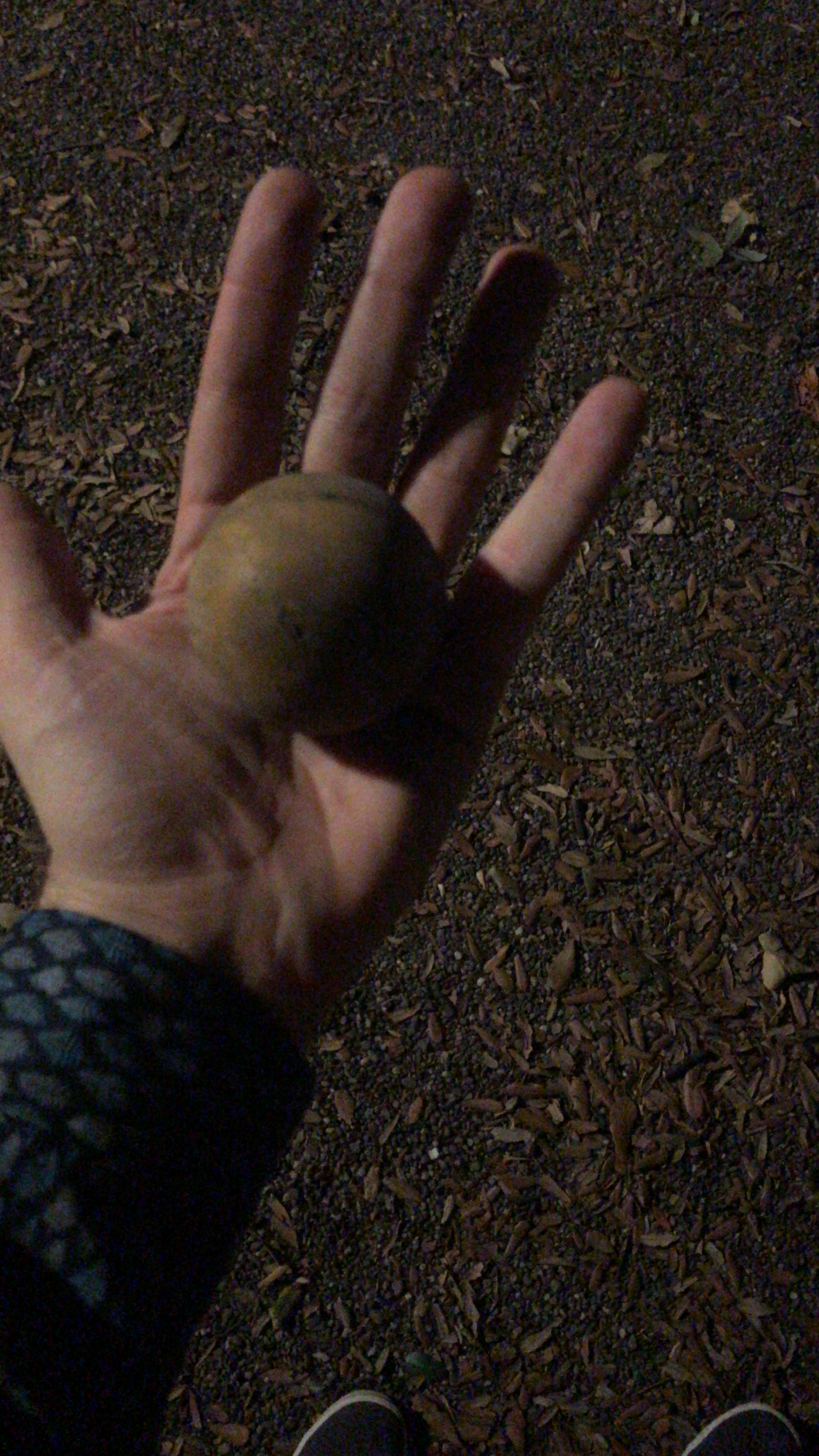
Una de les pilotes de goma emprades per part del CNP durant les protestes contra la sentència del judici al procés vora la comissaria de la Policia Nacional de Girona.

Entre els casos més destacats posteriorment amb escopetes de pilotes de goma hi ha el del Primer d'octubre del 2017, en el marc de la repressió policial contra el Referèndum d'Autodeterminació de Catalunya. Roger Español va perdre un ull a conseqüència de l'impacte d'una pilota de goma disparada per un agent de la Policia Nacional a Barcelona. L'escopeter responsable de la lesió (número UC563) va ser identificat un any i mig després dels fets per part del grup defensor dels drets humans Irídia, invertint més de 1800 hores en el visionat i anàlisi d'imatges tant de mitjans de comunicació com de ciutadans anònims.
El 14 d'octubre del 2019, durant el primer dia de les protestes contra la sentència del judici al procés independentista català un jove de 22 anys va perdre l'ull després que li esclatés el globus ocular degut a l'impacte d'un projectil compatible amb el d'una bala de goma a la Terminal 1 de l'Aeroport del Prat de Barcelona. El mateix Cos de Policia espanyola va confirmar que havien emprat aquest tipus de munició durant la jornada. El 18 d'octubre del 2019, durant la nit del cinquè dia de disturbis pes les protestes contra la sentència del judici al procés independentista català, tres joves -un dels quals un jove de 24 anys de Vic- van perdre l'ull per lesions compatibles a l'impacte amb bales de goma a Barcelona, als voltants de Via Laietana i Plaça d'Urquinaona, nit que va batejada popularment com a «Batalla d'Urquinaona». La Consellera de Salut de la Generalitat de Catalunya, Alba Vergés confirmà que un total de quatre persones van perdre un ull durant la primera setmana d'aldarulls per les protestes contra la sentència del judici al procés, entre 579 ferits arreu de Catalunya, alguns dels quals per impactes de projectils compatible amb les pilotes de goma.
Dos anys més tard, el 17 de febrer de 2021, una noia de 19 anys va perdre un ull també per causa d'una bala d'escuma disparada per un escopeter dels Mossos d'Esquadra la nit anterior, en el marc de les protestes contra l'empresonament del raper i activista lleidatà Pablo Hasél.

### Catalunya del Nord
La regulació de les escopetes de pilotes de goma a la Catalunya del Nord segueix l'aplicació de la normativa de la Policia Nacional i de la Gendarmeria Nacional franceses. Les pilotes de goma hi han estat llançades des de 1995 per diverses unitats especialitzades d'ambdós cossos tals com la Brigada Anticriminal (BAC), el Grup d'Intervenció (GIGN) o el Raid (Recherche, assistance, intervention, dissuasion), que asseguren que és «menys perillosa que les armes de foc» i que mai havia causat un «accident mortal en servei». És una arma emprada també per agents de policies locals segons l'article 2.1 de la versió consolidada de 24 de setembre de 2008 al Decret núm. 2000-276, de 24 de març de 2000, relativa a l'armament d'aquests cossos.

### Aragó, Illes Balears, País Valencià i Múrcia
A l'Aragó, a les Illes Balears, al País Valencià i a la Regió de Múrcia l'ús d'escopetes de pilotes de goma i llurs actuacions estan regulats pels protocols dependents del Ministeri de l'Interior d'Espanya, aplicats pel cossos de seguretat que hi exerceixen, la Policia espanyola i la Guàrdia Civil —tal com s'esdevé a la resta de l'Estat espanyol sense competències de seguretat atribuïdes. L'obligació és la de disparar contra les extremitats inferiors i a una distància mínima de 50 metres. És d'obligat compliment el rebot previ al terra d'uns 60 centímetres quan disparades des d'un metre d'alçada. Aquests cossos de seguretat indiquen que els projectils són d'una duresa mitjana i només per a ser emprats en circumstàncies excepcionals.
D'entre les diferents víctimes en aquests territoris per l'ús de pilotes de goma, hi ha la mort a 20 anys de Valentín González Ramírez l'any 1979, comerciant de mercat i sindicalista de la CNT. En aquells fets, el projectil li fou disparat a menys d'un metre de distància per part de la Policia Nacional mentre socorria al seu pare durant una vaga contra la patronal de mercaders de València.

### L'Alguer
A l'Alguer, com a la resta d'Itàlia, no s'utilitzen escopetes de pilotes de goma per part de cap dels cossos de seguretat de l'Estat. Aquest tipus d'armament no es proporciona per al control d'aldarulls ciutadans, sinó que els policies estan equipats amb una porra després d’haver entrenat a quines parts colpejar i quines no; a banda de canons d'aigua supervisats per un agent.

## Conseqüències
A l'estat espanyol, des de 1990 han estat assassinades dues persones per la utilització de bales de goma:
- Rosa Zarra va rebre l'impacte d'una bala a l'abdomen el 22 de juny de 2002, en una concentració per l'assassinat de Jose Antonio Lasa i Jose Ignacio Zabala a Sant Sebastià.[44][45]
- Íñigo Cabacas va rebre l'impacte d'una bala de goma al cap el 5 d'abril de 2012, en els aldarulls posteriors a un partit de futbol a Bilbao.[44][46]

Des de 1990 fins a 2012 un total de 22 persones van perdre l'ull. Des de llavors més de 5 persones n'han perdut només a Catalunya:
- Ester Quintana va perdre un ull per un impacte de bala de goma en la manifestació de Barcelona de la vaga general de 14 de novembre de 2012.[47]
- Roger Español va perdre un ull per un impacte de bala de goma l'1 d'octubre de 2017.[48]
- 4 persones van perdre un ull per l'impacte de bales en el marc de les protestes contra la sentència als líders polítics independentistes.[49]
- 1 noia va perdre l'ull després de rebre l'impacte d'una bala de goma en el marc de les protestes contra l'empresonament de Pablo Hasél.[50]